# Augusto Vergez
Augusto Vergez (* 14. April 1896 in Argentinien; † 26. Juli 1963 ebenda) war ein argentinischer Karambolagespieler in der Disziplin Dreiband.

## Karriere
Vergez gewann 1917 seine erste Meisterschaft und 9 weitere vor der Gründung der Federación Argentina de Aficionados al Billar (FAAB) 1937. Er gewann die I. Argentinische Meisterschaft 1937, die 11. Dreiband-Weltmeisterschaft 1938 und die X. Argentinische Meisterschaft 1946. Unter Berücksichtigung aller Sportarten ist er der erste argentinische Weltmeister. Seinen ersten Weltmeistertitel konnte er vor heimischem Publikum in Buenos Aires gewinnen, im Finale schlug er seinen Bruder Jean Francisco Vergez im Theater Maravillas, das sich in der Ecke San Jose und Victoria befindet, heute Hipólito Yrigoyen, und den  französischen Vorjahressieger Alfred Lagache besiegen, der WM-Dritter wurde. Die WM besaß eine ungeheure Besucheranziehungskraft, es waren 15.000 Zuschauer gekommen. Von diesem Moment an wurde das Billard zu einem beliebten und großen Sportereignis des Landes und das goldene Zeitalter des argentinischen Billards, mit Spielern wie Pedro Leopoldo Carrera, Enrique Navarra und Osvaldo Berardi, fand seinen Anfang. Seine zweite WM-Medaille konnte er sich zehn Jahre später, ebenfalls in Buenos Aires, erspielen. Vergez wurde Dritter hinter dem Belgier René Vingerhoedt und seinem Landsmann José Bonomo.

## Ehrungen
1980 wurde Vergez posthum mit dem argentinischen Kulturpreis Premios Konex der Klasse „Diploma al Mérito“ für seine sportlichen Leistungen ausgezeichnet.

## Erfolge
- Dreiband-Weltmeisterschaft:  1938  1948
- Argentinische Dreiband-Meisterschaft:  1937, 1946

- andere argentinische Meisterschaften:  10 ×

Quellen: 